# JA Drancy
 La Jeanne Keyboardrc de Drancy là một câu lạc bộ bóng đá Pháp có trụ sở tại Drancy, ngoại ô Paris. Câu lạc bộ được thành lập vào năm 1903.

## Tình trạng hiện tại
Jeanne Keyboardrc de Drancy đã đạt được nhiều danh hiệu trong phần nghiệp dư của bóng đá Pháp trong thế kỷ 21 dẫn đến việc câu lạc bộ đạt giải vô địch nghiệp dư Championnat de France cho mùa giải 2009-10. Vào năm 2003, câu lạc bộ đã giành được giải thưởng Ligue d'Excellence của khu vực của mình và, năm sau đó, đã giành được giải thưởng Ligue d'Promotion của khu vực. Năm sau, câu lạc bộ đã thăng hạng một lần nữa, chiến thắng Division d'Honneur Régionale và tiếp tục với việc thăng hạng khác, lần này chiến thắng Division Supérieure Régionale có nghĩa là Drancy đã đạt đến giải hạng 6 của bóng đá Pháp, Division d'Honneur. Vào năm 2007, câu lạc bộ đã hoàn thành việc thăng hạng lần thứ 2 cho CFA 2, tuy nhiên họ đã bị xuống hạng sau khi không đáp ứng được yêu cầu và kỳ vọng tài chính của giải đấu. Một năm sau, Drancy đã chiến thắng giải đấu và được chấp nhận vào CFA 2 và tiến tới chiến thắng bảng của mình chỉ sau một năm tham gia giải đấu và được chấp nhận vào giải nghiệp dư Championnat de France.
Năm 2018, lần đầu tiên trong lịch sử câu lạc bộ Drancy đã được thăng cấp lên Championnat National sau khi hoàn thành vị trí đầu tiên trong Championnat National 2. Chỉ sau một mùa giải, họ đã xuống hạng trở lại National 2 vào ngày 3 tháng 5 năm 2019.

## Coupe de France thành công
Bất chấp vị thế nghiệp dư của câu lạc bộ, họ đã chơi tốt trong cuộc thi cúp danh giá nhất của Pháp, Coupe de France. Từ năm 2003 đến 2007, Drancy đã tiến xa đến vòng thứ 8, nơi các câu lạc bộ Ligue 1 bước vào. Năm 2006, họ lọt vào Vòng 1/32 trước khi thua câu lạc bộ chuyên nghiệp Metz. Hai lần liên tiếp, vào năm 2011 và 2012, Drancy lọt vào vòng 1/16

## liên kết ngoài
- Trang web câu lạc bộ chính thức (tiếng Pháp)